# Fariman (Verwaltungsbezirk)
Fariman (persisch شهرستان فریمان) ist ein Verwaltungsbezirk (Schahrestan) in der iranischen Provinz (Ostan) Razavi-Chorasan. Hauptstadt des Verwaltungsbezirks ist das gleichnamige Fariman. Aus einer Volkszählung im Jahre 2006 geht eine Einwohnerzahl von 86.428 Bewohnern, hiervon 20.925 Familien, hervor.